# Amalzari, Bilgi
Amalzari là một làng thuộc tehsil Bilgi, huyện Bagalkot, bang Karnataka, Ấn Độ.